# بيتر موس
بيتر موس (بالإنجليزية: Peter Moss)‏ هو محافظ على الطبيعة بريطاني، ولد في 2 أغسطس 1938، وتوفي في 22 أبريل 2017.